# Michał Paśko (żołnierz)
Michał Paśko (ur. 15 października 1900 w Wiercanach, zaginął w (?) październiku 1920 na polu bitwy) – starszy szeregowy Wojska Polskiego. Uczestnik I wojny światowej i wojny polsko-bolszewickiej. Kawaler Orderu Virtuti Militari.

## Życiorys
Urodził się w Wiercanach w rodzinie Wincentego i Józefy z Paśków. Ukończył tam szkołę ludową. Od 1918 wcielony do armii austro-węgierskiej brał udział w walkach na froncie włoskim, gdzie dostał się do niewoli. Od 16 marca 1919 w armii polskiej we Francji gen. Hallera. Po powrocie do Polski walczył na froncie wojny polsko-bolszewickim w szeregach 1 kompanii 144 pułku piechoty strzelców kresowych.
"Szczególnie odznaczył się 15 sierpnia 1920 podczas walk o folwark Popielszyn, gdzie zainicjował śmiałe obejście, w wyniku którego wzięto do niewoli oddział nieprzyjaciela". Za tę postawę został odznaczony Orderem Virtuti Militari.
Zaginął bez wieści na polu bitwy.

## Życie prywatne
Rodziny nie założył.

## Odznaczenia
- Krzyż Srebrny Orderu Wojskowego Virtuti Militari 1563[1][2]